# David Boggs
David Boggs (ur. 1950 r., zm. 19 lutego 2022 r.) – inżynier i informatyk z USA, współtwórca standardu Ethernet.

## Życiorys
Urodził się w 1950 r. Ukończył studia na Uniwersytecie Princeton w 1973 r., uzyskując stopień licencjat elektrotechnik, a następnie uzyskał stopień magistra, a potem doktora na Uniwersytecie Stanforda. W 1973 r. uzyskał staż w firmie Xerox PARC, gdzie poznał Boba Metcalfe′a i razem z nim w ciągu kolejnych dwóch lat zaprojektował pierwszą wersję standardu Ethernet, która była w stanie przesyłać dane z szybkością 2,94 Mb/s przez kabel koncentryczny.
Zmarł 19 lutego 2022 r. z powodu niewydolności serca.